# Alejandro Feo La Cruz
Alejandro Feo La Cruz Betancourt (Valencia, Estado Carabobo, 14 de octubre de 1971) es un abogado y político venezolano, exalcalde del Municipio Naguanagua en dos períodos. Fue candidato a las elecciones regionales de Carabobo de 2017 donde salió derrotado frente al candidato del PSUV, Rafael Lacava. Fue dirigente regional de Primero Justicia, hasta octubre de 2023 cuando se retiró de la actividad política.

## Biografía

### Primeros años y estudios
Es el segundo de tres hijos de María Eugenia Betancourt y Alejandro Feo La Cruz. Casado con Malimai Montoya, con quien tiene dos hijos, Alejandro Miguel y Luis Rodrigo. Su tío político es Henrique Salas Römer quien fue candidato presidencial en 1998 y exgobernador de la entidad, igualmente es primo de Henrique Salas Feo también exgobernador. Cursó estudios en el Liceo Camoruco en Naguanagua, obteniendo el título de Bachiller en Humanidades en el año 1989. Obtuvo su título de Abogado en la Universidad Católica Andrés Bello de Caracas en 1994. En 1995 estudió inglés y Comercio Internacional en Universidad de la Florida.

### Carrera política
Para el año 2000 fue candidato a la Asamblea Nacional por los municipios Naguanagua y Libertador. Ejerce funciones como director general de la Alcaldía de Naguanagua en el período 2001 – 2004 y alcalde Encargado en varias ocasiones. En el período 2004-2008 ocupó el cargo como Legislador del Consejo Legislativo Regional del estado Carabobo.
En el año 2008 se postula a alcalde de Naguanagua con el partido Proyecto Venezuela, resultando electo con el 44.93% para el período 2008-2013. En 2013 se convierte nuevamente candidato a la reelección en las elecciones municipales para ir a la reelección, siendo ganador con la tarjeta de la MUD con el 59.13%. En 2016, oficializa su salida de Proyecto Venezuela para integrarse a Voluntad Popular.
En 2017 se convierte en precandidato de VP a la gobernación de Carabobo. En agosto de ese año fue ratificado por la Mesa de la Unidad Democrática como candidato de la coalición mediante el consenso, siendo apoyado por los precandidatos Juan Miguel Matheus, de Primero Justicia, Enzo Scarano de Cuentas Claras, Rubén Limas, de Acción Democrática, Ylidio Abreu de Un Nuevo Tiempo, entre otros. En las elecciones regionales del 15 de octubre, consiguió 45.62% de los votos, frente a su adversario Rafael Lacava del PSUV, quien resultó elegido con el 52,75%. La diferencia entre Feo la Cruz y Lacava fue de 65.000 votos, de casi 1 millón de votos totales. Feo la Cruz no reconoció su derrota, alegando fraude electoral, afirmando también que ganó la elección con una diferencia de 15 o 20%.
El 10 de diciembre de 2017 finaliza su período como alcalde de Naguanagua, decidiendo no reelegirse para un tercer mandato, cuestionando el proceso electoral de diciembre, y calificándolo de «turbio», manteniéndose como líder de Voluntad Popular en Carabobo.
En el contexto de una vertiginosa crisis dentro de Voluntad Popular en el estado, Feo la Cruz junto a otros 100 militantes abandonaron la tolda naranja, alegando diferencias con la dirigencia regional en marzo de 2023. El 18 de marzo, Feo la Cruz se unió al partido Primero Justicia, dando su apoyo a Henrique Capriles en las primarias opositoras. El 08 de Octubre de ese mismo año Henrique Capriles retira su participación en las primarias, dejando sin efecto la incorporación de Feo la Cruz.